# Metacyclops amicitiae
Metacyclops amicitiae – gatunek widłonoga z rodziny Cyclopidae. Nazwa naukowa tego gatunku skorupiaków została opublikowana w 2015 roku przez polskiego zoologa Andrzeja Kołaczyńskiego.